# Iphofen (Familie)

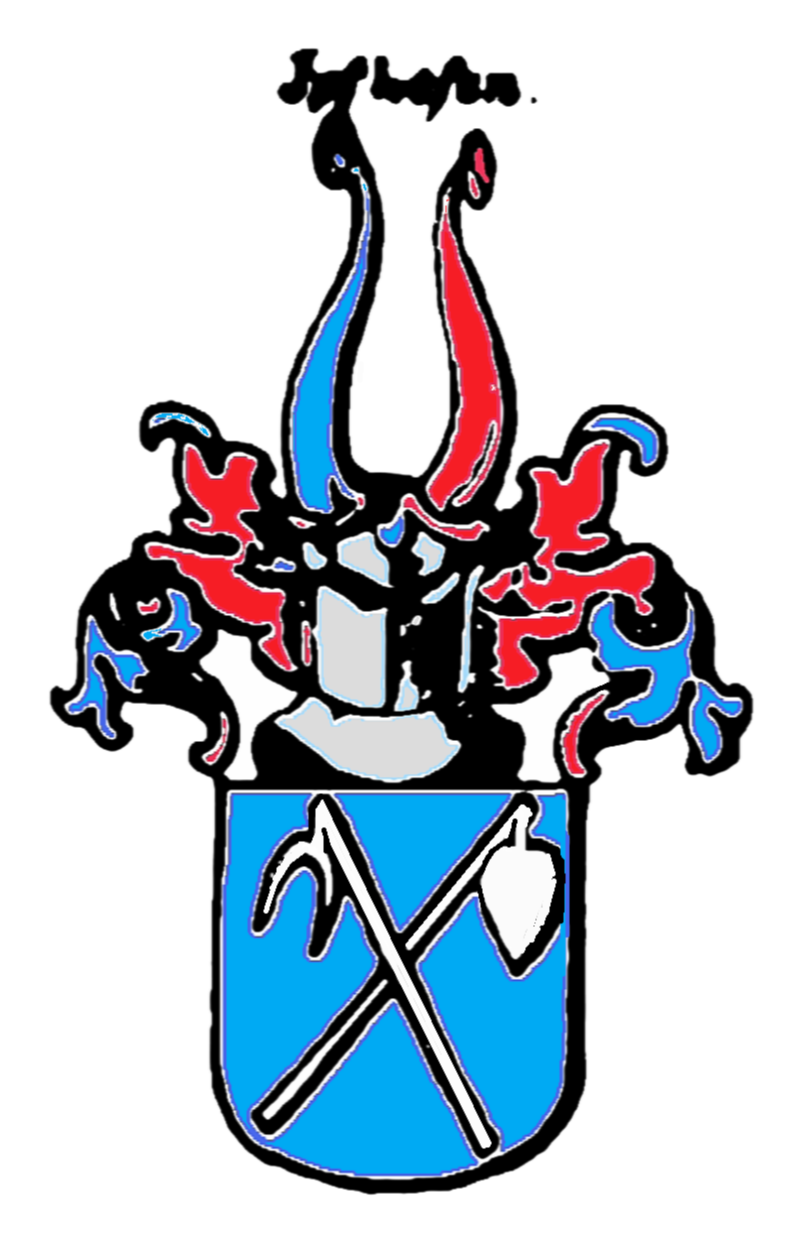
Wappen derer (von) Iphofen

Iphofen (alternative Schreibweise Iphof bzw. Uphof) war eine alte, wappenführende Montanunternehmerfamilie aus Schneeberg, welche bis in das 18. Jahrhundert das Prädikat „von“ führte. Sie ist zu unterscheiden von den Tiroler Iphofer von Iphofersthal, zu denen weder eine Stamm- noch Wappenverwandtschaft besteht. Zwar stammen sie wie die Krentzheim von Iphofen aus demselben Iphofen in Franken, sind aber auch von diesen zu unterscheiden. Diesen entstammte Leonhard Krentzheim von Iphofen (1532–1598).

## Geschichte
Der Stammvater Kunz Zimmermann (gen. von Iphofen; * 1460; † 1523) stammte aus dem unterfränkischen Willanzheim, nahe der Stadt Iphofen, wonach er sich benannte. Darauf ließ er sich Anfang des 16. Jahrhunderts als Montanunternehmer in der sächsischen Bergstadt Schneeberg im oberen Westerzgebirge nieder, wo er zu einem der reichsten Fundgrübner aufstieg. 1511 erscheint er als Eigentümer des Münzmeisterhauses St. Anna unter dem Mühlberg, zudem besaß er das Rittergut Oberschlema. Von 1512 bis 1521 fungierte er als Amtmann in Werdau. Der sächsische Kurfürst Friedrich III. soll ihm angeblich die Stadt für 22.000 Gulden verpfändet haben. Sein Sohn Wolf von Iphofen wirkte 1544 als Ratsherr in Schneeberg und Pfennigmeister. Dessen Sohn Wilhelm von Iphof († 1663) bekleidete in Schneeberg das Amt des Stadtrichters. Des letzteren Enkel Conrad von Iphof (* 1610) erscheint als Burchardischer Schichtmeister und kurfürstlicher Faktor des Blaufarbenwerkes Oberschlema, sowie von 1641 bis 1643 als Schichtmeister in Platten. Die Funktion des kurfürstlichen Blaufarbenwerkfaktors übte auch der Sohn von Conrad, Conrad Wilhelm von Iphofen (* 1610; † 1690) aus. Letzterer heiratete 1674 Maria Rosina Ryssel. Eine weitere Namensträgerin Ursula geb. Uphof war die Ehefrau des Bergmeisters von Platten sowie ersten Bürgermeisters von Johanngeorgenstadt Johann Löbel. Letzterer war Pate des 1641 in Platten getauften Kindes von Conrad von Iphof. Die Iphofen führten bis in das 18. Jahrhundert das „von“ (als Herkunftsnamen oder Prädikat, eine Adelserhebung ist indessen nicht bekannt), waren im 19. Jahrhundert jedenfalls bürgerlichen Standes.

## Wappen
Blasonierung: In Blau ein silbernes Bergmannswerkzeug: Hacke und Haue, schräg gekreuzt. Helmzier: Zwei Büffelhörner; das rechte blau, das linke rot. Helmdecken: Blau und Rot. Fälschlicherweise wird das Wappen der Tiroler Iphofer von Iphofersthal den Schneeberger von Iphofen zugeordnet.

## Genealogie (Auswahl)
1. Kunz von Iphofen (* 1460; † 1523), Fundgrübner, Amtmann in Werdau, Rittergutsbesitzer in Oberschlema[11]
  1. Wolf von Iphofen († ca. 1560), 1544 Ratsherr, Pfennigmeister, ⚭ 1.) Walburga Wintzberger, ⚭ 2.) NN Dampach
    1. Eva von Iphof († 1588), ⚭ Hannß Seeling, Stadtrichter in Schneeberg
    2. Wilhelm von Iphof († 1663), Stadtrichter in Schneeberg, ⚭ 1.) Christina Köcher, ⚭ 2.) Maria Gebhard aus Zwickau
      1. Wilhelm von Iphof, kurfürstlicher Offizier bei der Landesdivision, ⚭ Barbara Lichtenhahn
        1. Maria von Iphof († 1654), ⚭ 1.) Peter Weigel, Bürgermeister von Schwarzenberg, ⚭ 2.) Salomon Harzer, Diakon in Finsterwalde, Pastor in Frankenau
        2. Conrad von Iphof (* 1610), Burchardischer Schichtmeister, von 1641 bis 1643 Schichtmeister in Platten, kurfürstlicher Blaufarbenwerksfaktor in Oberschlema, ⚭ Catharina Reichelt († 1673)
          1. Conrad Wilhelm von Iphof (* um 1630; † 1690), kurfürstlicher Blaufarbenwerksfaktor, ⚭ 1.) Margaretha Fickert, ⚭ 2.) 1674 Maria Rosina Ryssel (* 1655; † 1689)
            1. Conrad Wilhelm von Iphof, Handelsmann in Schwarzenberg, starb ohne Erben
            2. Rosina von Iphof, ⚭ Günter Werner, Stadtwachtmeister
            3. Christian von Iphof, trat in kaiserliche Dienste
            4. Carl Friedrich von Iphof, Bürger, ⚭ Anna Regina Bortenreuter
            5. Gottfried Wilhelm von Iphof, Goldarbeiter in Arnstadt
            6. Anna Magdalena von Iphof, ⚭ Christoph Friedrich von Canitz, Leutnant der Landmiliz
            7. Susanna von Iphof, ⚭ NN Rath, Goldarbeiter in Erfurt

          2. Christoph Wilhelm von Iphof, ⚭ Regina Pistorius
          3. Maria Catharina von Iphof (* 1657; † 1694), ⚭ Paul Hillinger (* 1646; † 1708), Handelsmann in Schneeberg, Salzlizenz-Einnehmer in Eckmannsdorf[12]
          4. Susanna Regina von Iphof, ⚭ Johann Georg Pichtler, Handelsmann in Chemnitz

      2. Wolf von Iphofen, 1633 Rechtskonsulent und Ratsherr, ⚭ Sabina Lichtenhahn
      3. Johann von Iphof, an der fürstlichen Schule